# Carex eremitica
Carex eremitica là một loài thực vật có hoa trong họ Cói. Loài này được Paine mô tả khoa học đầu tiên năm 1875.